# Pfarrkirche Maxglan

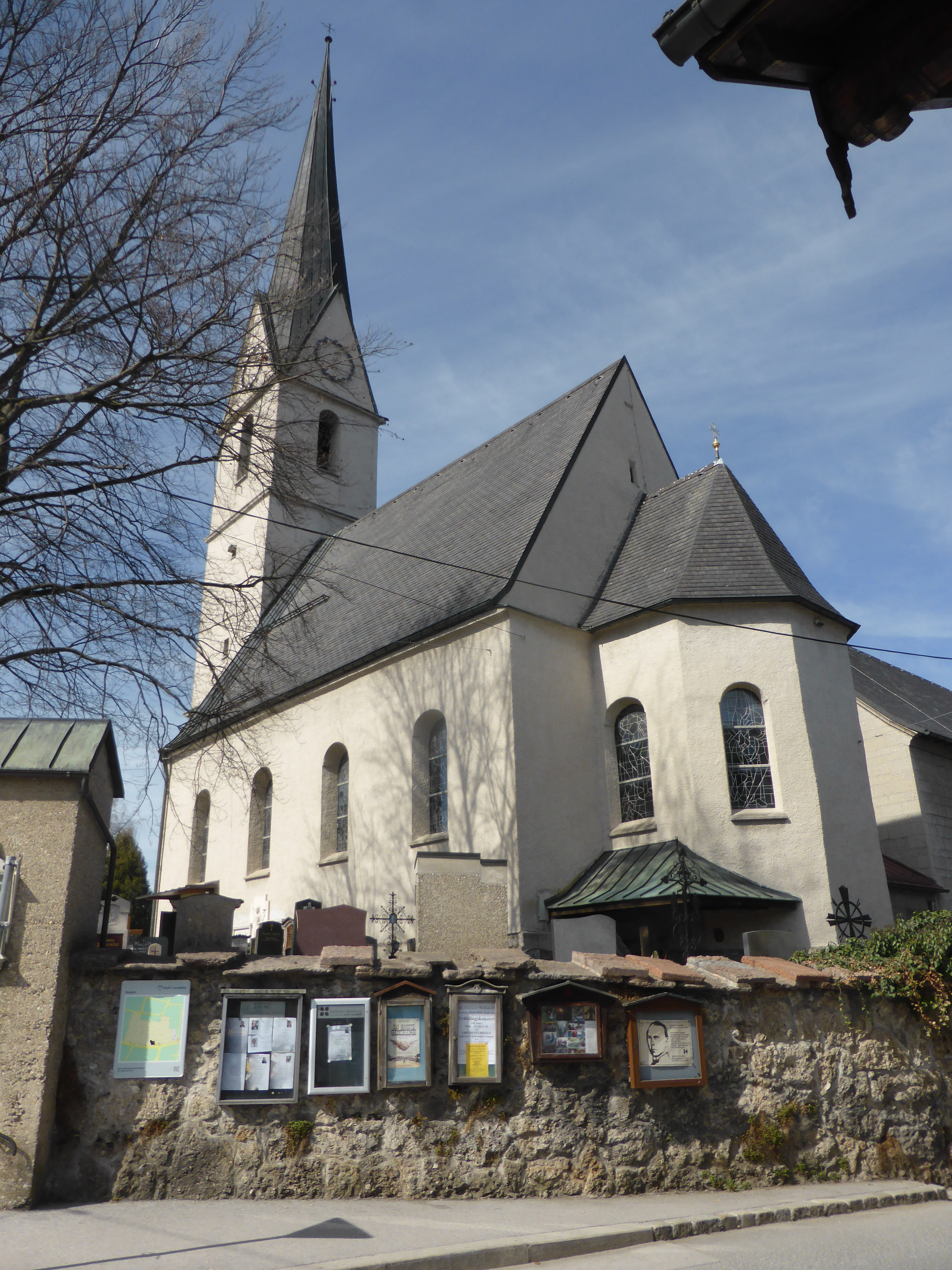
Stadtpfarrkirche St. Maximilian

Die Stadtpfarrkirche St. Maximilian ist eine römisch-katholische Pfarrkirche in Salzburg-Maxglan. Sie ist an mehreren Seiten vom Stadtfriedhof Maxglan umgeben und steht unter Denkmalschutz.

## Geschichte
Funde aus der Römerzeit legen nahe, dass sich hier bereits in frühchristlicher Zeit (um 482 hl. Severin von Noricum) eine Kirche befand. Urkundlich erwähnt wurde die Kirche, die zunächst wohl nur eine Filiale der Dompfarre war, erst 1323. Die romanische Kirche wurde auf römischen Bauresten errichtet und beherbergte die Reliquien des hl. Maximilian, die 878 nach Altötting übertragen wurden.
Die spätgotische Pfarrkirche mit schlichtem Langhaus, steilem Satteldach und Westturm entstand 1516 bis 1519 unter Fürsterzbischof Leonhard von Keutschach im Stil der Gotik und wurde am 6. Mai 1519 von Berthold Pürstinger, Bischof von Chiemsee, geweiht. Vermutlich wurde dabei älteres Mauerwerk wiederverwendet. Der Marmoraltar stammt aus dem Jahr 1774. Von 1952 bis 1956 wurde nördlich an die Kirche anschließend ein monumentalistischer Saalbau mit Betongroßfiguren von Heiligen über dem Hauptportal errichtet.
Als Thema der Glasfenster wurden die 12 Glaubenswahrheiten für die Fenster der großen Kirche ausgewählt, beginnend auf der rechten Seite (zum Hochaltar blickend) früher der sogenannten Evangelienseite, von vorne nach hinten und fortgesetzt wiederum von der Kirche rückwärts nach vorne auf der linken Seite (zum Hochaltar blickend) früher der sogenannten Epistelseite.
Seit 1461 gehörte die Kirche zum Kollegiatstift Mülln. Die Augustiner-Eremiten von Mülln betreuten das Gebiet der Gemeinde Maxglan seit 1605 und gaben der Kirche eine barocke Innenausstattung.
Im Jahr 1835 wurde die Kirche von den Augustiner-Eremiten an die Benediktinerabtei Michaelbeuern übergeben. Nun wirkten hier die Benediktiner. 1906 wurde Maxglan, das bis dahin zur Pfarre Mülln gehört hatte, zu einer selbständigen Pfarre.

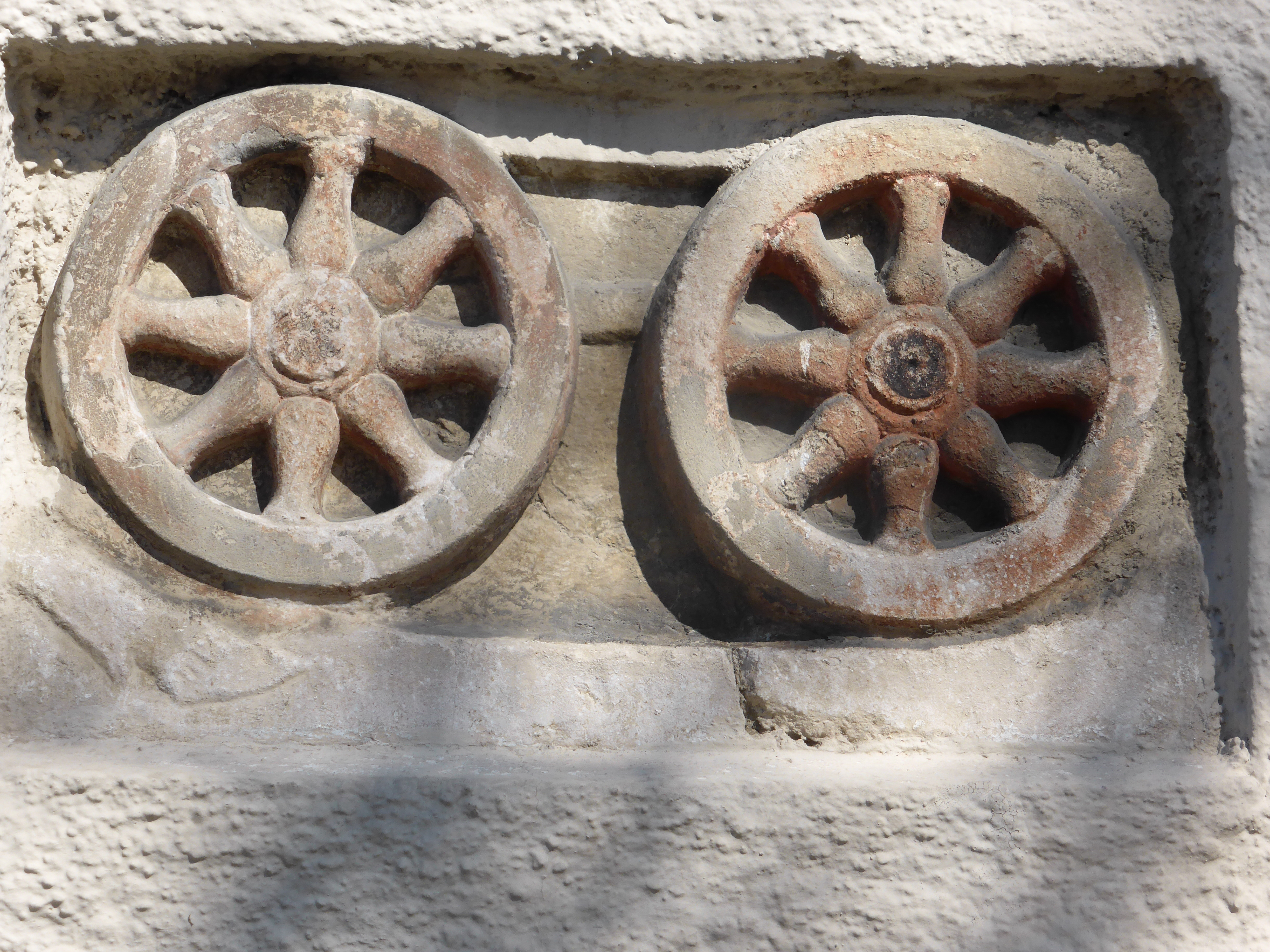
Römische Spolien auf der Südseite der Pfarrkirche Maxglan

Durch Eingemeindung von Maxglan in die Stadt Salzburg im Jahr 1935 wurde das Dorf zum Stadtteil. Durch Zuzug entstand rasch eine große Raumnot in der alten kleinen Kirche. Die Pfarrgemeinde war uneinig, ob in Neu-Maxglan eine eigene Kirche gebaut oder ob die alte Kirche erweitert werden sollte. Um die mühsam ersparten Gelder für den Neubau nicht unter der NS-Zeit zu verlieren, beauftragte Reischl drei Altäre in Hallein, Glasfenster aus Tirol und einen monumentalen Heiland beim Bildhauer Emil Sutor aus Karlsruhe. Diese Gegenstände wurden zum Großteil während des Kriegs geliefert und wurden möglichst geheim gehalten, indem man sie bei verschiedenen Bauern in Maxglan versteckte.
Im Jahr 1946 ging der Bau dann schließlich richtig los. Es wurden 80 Gräber exhumiert und der Grundaushub begonnen. Von 1952 bis 1956 wurde der Anbau der neuen großen Kirche nach den Plänen von Architekt Otto Linder errichtet. Papst Pius XII. spendete am 9. Jänner 1954 20.000 Schillinge für dieses Projekt. Die Weihe der neuen großen Kirche nahm Weihbischof Johannes Filzer am 7. Oktober 1956 vor.